# Ertapenem
L'ertapenem è un antibiotico β-lattamico ad ampio spettro facente parte dei carbapenemi. In Italia il farmaco è venduto dalla società farmaceutica Merck con il nome commerciale Invanz, nella forma farmaceutica di flaconcino per infusione endovenosa. Il farmaco è inoltre prodotto e commercializzato anche da altre società farmaceutiche come medicinale equivalente. È strutturalmente molto simile al meropenem in quanto possiede un gruppo 1-β-metilico. Altri composti appartenenti al gruppo dei carbapenemi (imipenem, doripenem e meropenem) sono antibatterici ampiamente attivi che vengono utilizzati per infezioni causate da batteri difficili da trattare o resistenti a più farmaci (come Escherichia coli ESBL, extended spectrum beta lactamase). I carbapenemi hanno un'emivita plasmatica molto breve e per questo motivo è bene che siano somministrati per infusione endovenosa ogni 6-8 ore. Ertapenem, contrariamente ad altri carbapenemi, ha uno spettro di azione un po' meno ampio: infatti non è efficace contro Pseudomonas aeruginosa), ma grazie alla sua emivita più prolungata può essere somministrato una sola volta ogni 24 ore.

## Farmacodinamica
Ertapenem agisce inibendo la sintesi della parete batterica, grazie al legame che instaura con le proteine leganti la penicillina (PBP)
Il suo spettro d'azione è molto ampio che ricopre diversi batteri Gram positivi e Gram negativi, aerobi ed anaerobi. L'antibiotico non è però attivo verso MRSA, enterococchi ampicillina resistenti, P. aeruginosa e Acinetobacter. Il sostituente in posizione 6 conferisce stabilità alle β-lattamasi.

## Farmacocinetica
A seguito della somministrazione endovenosa di ertapenem il farmaco si distribuisce ampiamente nell'organismo.
Il legame di ertapenem con le proteine plasmatiche è elevato (circa il 95%) ed il benzoato presente nella molecola ne sembra ampiamente responsabile in quanto, modificando la carica della molecola, ne rende elevato il legame proteico, aumentando l'emivita della molecola e rendendo quindi possibile la mono-somministrazione giornaliera. Il metile in posizione 4β sembra rallentare l'idrolisi renale della molecola. Circa l’80% del farmaco viene eliminato per via renale e il 10% nelle feci.

## Usi clinici
L'ertapenem viene utilizzato in pazienti adulti e pediatrici (di età superiore ai 3 mesi) per il trattamento di molte infezioni 'difficili', nelle quali è richiesta la terapia parenterale e verosimilmente causate da batteri con probabile sensibilità a questo principio attivo
In particolare trova indicazione in infezioni intraddominali, ginecologiche acute, gravi infezioni della cute e dei tessuti molli (specialmente in presenza di piede diabetico, e in caso di polmonite acquisita in comunità e polmonite ospedaliera.

## Effetti collaterali ed indesiderati
Alcuni degli effetti indesiderati che possono comparire durante il trattamento con ertapenem sono cefalea, candidiasi, insonnia, confusione mentale, disorientamento, delirio, allucinazioni, capogiro, sonnolenza, disgeusia, convulsioni. Un effetto indesiderato che si verifica comunemente durante il trattamento è l'aumento delle transaminasi (ALT ed AST) e della fosfatasi alcalina.

Come per molti altri antibiotici, l'uso di ertapenem può essere associato alla comparsa di colite pseudomembranosa.

## Controindicazioni
Ertapenem è controindicato nei soggetti con ipersensibilità nota al principio attivo, ad uno qualsiasi degli eccipienti, ad un farmaco appartenente alla classe dei carbapenemi.

## Gravidanza e allattamento
L'uso di ertapenem non è consigliato nelle donne gravide, tranne nel caso in cui il beneficio potenziale non superi il possibile rischio per il feto. Gli studi effettuati sugli animali non hanno messo in evidenza effetti dannosi sullo sviluppo embrionale e fetale, così come sullo sviluppo postnatale. La molecola è escreta nel latte materno: in considerazione dei possibili effetti avversi sul bambino, l'allattamento va sospeso se la madre deve assumere ertapenem.

## Interazioni
Il probenecid inibisce l'escrezione renale di ertapenem ed in questo modo ne aumenta in modo considerevole le concentrazioni plasmatiche e ne prolunga l'emivita di eliminazione.